# النبوغ المغربي في الأدب العربي (كتاب)
النبوغ المغربي في الأدب العربي هو كتاب في 3 مجلدات من تأليف العلامة المغربي عبد الله كنون نشر عام 1938.

## ملخص الكتاب
يعتبر كتاب النبوغ المغربي في الادب العربي من أوثق المصادر وأعمقها تناولا لأوجه الحياة الفكرية المغربية على مر الأسر التي تعاقبت على حكم البلاد. كما يميط الكتاب اللثام عن بعض الجوانب السياسية التي اكتنفت الإنتاج الفكري والأدبي المغربي في القرنين 18 و19. الكتاب عبارة عن موسوعة وبوابة لتطور الحياة الفكرية والأدبية بالمغرب في تلك الحقبة. اعتمد الكاتب في تأليفه للكتاب على نظرية التحقيب الأدبي، وهي نظرية تُقيم درس الأدب عبر العصور تقييما تاريخيا لا أدبيا. كما تربط الأدب بالسياسية على حد تعبيرالنقاد. ويرجع ذلك إلى السياق التاريخي الذي ألف فيه الكتاب، حيث كان المغرب مستعمرا وكان لازما انذاك إبراز الهوية الثقافية والتاريخية للبلد. كما خصص الكاتب للمرأة المغربية فصولا للتعريف بأنشطتها الفكرية. وقد جاء في تقديم الكاتب لمؤلفه مايلي:
جمعنا فيه بين العلم والأدب والتاريخ والسياسة… ورمينا إلى تصوير المراحل التي مر منها تطور الحياة الفكرية لوطننا المغرب… وفيه تراجم لملوك ووزراء وقواد وفاتحين وعلماء وأدباء ومتصوفة وغيرهم.  
وقد كرس الكتاب بشكل ملموس حضور الإبداع المغربي في بناء صرح الأدب العربي عامة، ويتضح ذلك من خلال شهادات المختصين بتأريخ الأدب العربي من عرب ومستشرقين.

## الطبعات
الطبعة الأولى: صدرت سنة 1938 عن مطبعة المهدية بتطوان في جزءين؛
الطبعة الثانية: تمت إعادة طباعته في ثلاثة أجزاء، بدار الكتاب اللبناني سنة 1961، حيث بلغت صفحات هذه الطبعة حوالي 1005 صفحة. وقد اقتضت هذه الطبعة من المؤلف إدخال تعديلات جوهرية على محتويات الكتاب.
الطبعة الثالثة: صدرت عن دار الكتاب اللبناني ببيروت سنة 1975، في مجلد واحد يشمل ثلاث أجزاء، وتبلغ صفحاتها حوالي 1045 صفحة. يقول المؤلف عن االتعديلات التي طرأت على الكتاب :” إني راجعت الكتاب، وصححت بعض الأغلاط المطبعية، التي وقعت في الطبعة السابقة، وأعدت تحرير الفصل الأول من عصر السعديين، واستدركت بعض الآثار الأدبية من شعر ونثر مما وقفت عليه مؤخرا، وقومت خطأ الفهارس”.

## المحتوى
- في القسم الأول من الكتاب تطرق الكاتب للعديد من السلاطين والأسر الحاكمة، بدءا من عصر الفتوحات، من الأدارسة إلى العلويين، والبحث في الأدباء والفقهاء والشعراء الذين عاصروا كل هذه الحقب السياسية والتعريف بآثارهم.
- أما القسم الثاني فيعرض في فصوله وباستفاضة لهؤلاء العلماء والفقهاء والمتصوفة والخطباء الذين ورد ذكرهم في القسم الأول.
- بينما خصص القسم الثالث والأخير من الكتاب للرسائل التي كانت متبادلة في عهد السلاطين، وكذا المقامات والفخريات والمحاضرات بين جمهرة الشعراء والفقهاء، منها مثلا مقامة الافتخار لعبد المهيمن الحضري، والمقامة الزهرية والمقامة الحسابية لبعض أدباء فاس. واختتمت فصول عديدة من القسم الأخير من الكتاب بنماذج من قصائد شعرية تناولت أغراضا شتى في المدح والفخر والنسيب.[6]

## الأثر
تناول الكتاب المستشرق الألماني كارل بروكلمان، واعتمده مرجعا لكتابه "تاريخ الأدب العربي". كما جاء على لسان شكيب أرسلان حول هذا الكتاب ما يلي:
إن من لم يقرأه فليس على طائل من تاريخ المغرب العلمي والأدبي والسياسي
أما حنا الفاخوري فقد اعتبرهذا الكتاب صرحا من صروح الأدب العربي، وعبقرية الشيخ العلامة الفذ، ومن أوثق المصادر التي تناولت الأدب العربي من غير تحيز وعدّه كنزا ثمينا ومصدرا من أوثق مصادره، وموسوعة مغربية...".
وقد تنوعت الدراسات حول الكتاب، فمثلا قدمت إحدى الدراسات مقاربة لأدبية الخطاب في رسائل التعزية في كتاب النبوغ المغربي 

## وصلات خارجية
- (فيديو): وثائقي عن كتاب النبوغ المغربي في الادب المغربي (التلفزيون المغربي).
- صفحة الكتاب على موقع كودريدرز.